# Пенькі (гміна Семковіце)
Пенькі (пол. Pieńki) — село в Польщі, у гміні Семковиці Паєнчанського повіту Лодзинського воєводства.
У 1975-1998 роках село належало до Серадзького воєводства.